# Stănești, Giurgiu
Stănești este satul de reședință al comunei cu același nume din județul Giurgiu, Muntenia, România.

 Acest articol despre o localitate din județul Giurgiu este deocamdată un ciot. Puteți ajuta Wikipedia prin completarea lui.